# Гвидо Тартаља
Гвидо Тартаља (Загреб, 25. јануар 1899 — Београд, 29. децембар 1984) био је српски књижевник, песник, преводилац. Познат је по књигама за децу, често називан „Змајем савремене српске књижевности за децу”. Објавио је преко тридесет књига, међу којима су „Песма и град”, „Лирика”, „Зачарани круг”, „Срмена у граду птица”, затим песме за децу „Оживела цртанка”, „Шта месеци причају”, „Од облака до маслачка”, „Дедин шешир и ветар” и друге.
Део његове заоставштине налази се у Удружењу за културу, уметност и међународну сарадњу „Адлигат” у Београду, у оквиру породичне Збирке породице Тартаља.

## Биографија
Рођен је 25. јануара 1899. године у Загребу, у уваженој и старој грофовској породици Тартаља (хрв. Tartaglia, од итал. tartagliare: муцати, тепати), једној од последњих породица са том титулом на Балкану. Изворно породично презиме забележено у 15. веку било је Јаковлић, потом промењено у Тарталић, а напослетку у Тартаља. Титулу грофова породици је доделио млетачки дужд 1444. године.
Основну и средњу школу Гвидо је завршио у Сплиту, а након положене велике матуре 1916. године радио је као хемичар асистент у једној фабрици. Дошао је 1920. године у Београд на студије права и дипломирао је на Правном факултету Београдског универзитета 1923. године.
Књижевношћу је почео да се бави 1917. године. Сарађивао је у великом броју књижевних и других публикација. Током 1921. године сарађивао је у Српском књижевном гласнику и „Мисли“. У периоду између 1920. и 1930. године Гвидо Тартаља је пратио збивања у савременој италијанској књижевности и објавио је велики број прилога, превода и приказа. По сопственим речима на њега су имали утицаја Владимир Назор као лирски песник и Јован Јовановић Змај као дечји песник, а извесног утицаја је имао и Тин Ујевић кога је слушао 1919. у Сплиту како чита своје песме.
Од завршетка Првог светског рата скрасио се у Београду. Као Србин католик славио је католички Божић. Био је запослен пре Другог светског рата у Народној банци у Београду. По завршетку Другог светског рата посветио се сав култури и радио у издавачком предузећу Просвета, где је као уредник приређивао дела Иве Ћипика, Змајеве песме, путописе Мике Аласа итд. Његова књига „Колико је тежак сан“ била је школска лектира и имала је највише издања и тираж од преко 150 хиљада примерака.
Тартаља спада у ред оних наших књижевника који искрено воле децу, разумеју дечју душу и дају своје драгоцене прилоге нашој младој послератној дечјој литератури. Био је изузетно плодан и свестран дечји писац који је не само писао књиге, већ свакодневно објављивао литерарне написе у новинама. Давао је пре свега у београдској "Правди" песме и забавне прилоге (попут ребуса), изводио радио-журнале за децу на Радио Београду, отварао изложбе дечјих и деце сликара и друго. Добио је 1960. награду „Младо поколење“ за животно књижевно дело намењено деци. Добитник је Повеље Змајевих дечјих игара 1978. године.
Током 15. и 17. фебруара 1980. био је гост Другог програма Радио Београда у емисији коју је водио Милош Јевтић.
Његов рођени брат био је сликар Марино Тартаља, а син професор књижевности Иво Тартаља.

## Збирка породице Тартаља
Велики део заоставштине Гвида Тартаље налази се у Удружењу за културу, уметност и међународну сарадњу „Адлигат” у Београду, у оквиру породичне Збирке породице Тартаља. Збирку је формирао његов син, Иво Тартаља, који је током година у неколико наврата Удружењу поклањао разне породичне предмете, рукописе, књиге и друга културна добра, данас изложена у оквиру Музеја српске књижевности на Бањици.

## Избор критика
- Пржић, Илија, Једна интимна књига: Гвидо Тартаља, Песма и град, Београд 1923.
- Препород, 1923, бр. 267.
- Алексић, Драган – Гвидо Тартаља: Песма и град, Slobodna tribuna, 7. XII 1924.
- Дучић, Јован, Предговор у књизи: Гвидо Тартаља, Лирика, Београд, 1924.
- Хамза Хумо, Лирика Гвида Тартаље, Мисао 1924.
- Станислав Винавер /bez naslova/ Време, 31.VII 1924.
- Кашанин, Милан /М.К./ Гвидо Тартаља Лирика, Српски књижевни гласник, 1.IX 1924.
- Цуцић, Сима / Срмена у граду птица, Српско Косово, 1927.
- Јаша М. Продановић, Срмена у граду птица, Српски књижевни гласник, књ. XX, бр.4, 16. фебруар 1927.
- Младен Лесковац, Срмена у граду птица, Летопис Матице српске, књ. 311, св.1-2, 1927.
- Борисав Михајловић, Гвидо Тартаља Песме, издање Просвете , 1952.
- Др Слободан Поповић/ Лирске интроспекције и емоције Гвида Тартаље, Књижевност, 1954 бр. 7-8, pp. 136 136-145.
- Никола Дреновац, Ретко успело дело за децу, Борба, 30, VI, 1964.
- Слободан Марковић/ Један врло тихи човек, Борба, 31. мај 1969. pp. 9.
- Слободан Ж. Марковић, Гвидо Тартаља – Разноврсност поетског света, Записи о књижевности за децу, 1971.
- Бранко В. Радичевић, Повратак Гвида Тартаље, Гвидо Тартаља, Опет је ту пролеће, (поговор) Београд, 1974.
- Воја Марјановић, Песничка повеља, Борба, 21. XII 1974.
- Драгутин Огњановић, Мозаик Тартаљиних слика, Повеља октобра, 1975, 1
- Mileva Čičulić, Sud kritike o stvaralaštvu za decu Gvida Tartalje, Stav, Kikinda, 1976, br. 2, pp. 49–64
- Милован Данојлић, Песме за најмлађу децу, Гвидо Тартаља, Мој часовник није као други, поговор, Београд, 1977.
- Slobodan Stanišić, Dugovečnost knjige, Gvido Tartalja, Vesela zoologija – stara i nova -, pogovor, Beograd, 1985.
- Жељко Ђурић, Гвидо Тартаља и италијанска књижевност, Зборник матице српске за књижевност и језик (2003, св.1-2, pp. 171–179.
- Драган Лакићевић, Песничко царство, Гвидо Тартаља, Цветови и гусари, поговор, Београд, 2007.

## Галерија
- Портрет Тартаље, насликао Михајло Петров (1902-1983)
- Писаћа машина Гвида Тартаље са ћириличним и латиничним распоредом слова; део збирке у „Адлигату”
- Писмо које је Милош Црњански упутио Тартаљи, део коресподенције поводом објављивања књиге „Итака и коментари”